# Христенко, Варвара Трофимовна
Варвара Трофимовна Христенко (20 апреля 1920, село Культура — 2005, село Культура, Старобешевский район, Донецкая область) — звеньевая колхоза «Культура» Старобешевского района Донецкой области, Украинская ССР. Герой Социалистического Труда (1949).

## Биография
Родилась в крестьянской семье в селе Культура Старобешевского района. Окончила местную семилетку. Трудилась в местном колхозе «Культура» Старобешевского района. В 15-летнем возрасте возглавила комсомольско-молодёжное полеводческое звено. Пережила немецкую оккупацию. После освобождения родного села продолжила трудиться звеньевой полеводческого звена в колхозе «Культура».
В 1948 году звено под её руководством собрало в среднем с каждого гектара по 31,3 центнера пшеницы на участке площадью 21,2 гектара. Указом Президиума Верховного Совета СССР от 17 июня 1949 года удостоена звания Героя Социалистического Труда за «получение высоких урожаев пшеницы в 1948 году».
С марта 1948 года возглавляла отстающую свиноводческую ферму, которая в августе этого же года заняла передовое место в социалистическом соревновании среди животноводов Старобешевского района.
После выхода на пенсию в 1975 году проживала в родном селе Культура. Будучи пенсионером, трудилась до 1988 года. Умерла в 2005 году.